# Carla Collicelli
Carla Collicelli (Roma, 26 agosto 1949) è una sociologa italiana.

## Biografia
Nel 1973 si è laureata col massimo dei voti in Filosofia con indirizzo socio-psico-pedagogico presso l'Università La Sapienza di Roma. Successivamente, tra il 1974 e il 1979, si è specializzata a Francoforte sul Meno (Germania) presso il DIIPF (Deutsches Institut für Internationale Pädagogische Forschung), istituto universitario di ricerche sui sistemi sociali e scolastici dell'Europa. 
Dal 1980 al 2016 ha lavorato al Censis, dapprima come ricercatrice, dal 1983 come responsabile del settore delle politiche sociali, dal 1993 al 2015 come vice Direttore generale e nel 2016 come Advisor scientifico. Dal 2024 è Senior Expert del CNEL per le ricerche e gli studi; dal 2017 è ricercatore associato presso il CNR, dapprima presso Itb-CNR e quindi presso il CID-Ethics e Senior Espert per le Relazioni Istituzionali e Referente per il Goal 3 della Alleanza Sviluppo Sostenibile (ASviS); dal 2019 Membro della Consulta scientifica del Cortile dei Gentili del Pontificio Consiglio della Cultura; dal 2017 al 2022 presidente del CPS dell’Istituto regionale per ciechi S. Alessio e Vice Presidente dell’Osservatorio Giovani e Alcol;  dal 2019 membro della Consulta scientifica del Cortile dei Gentili della Pontificia Accademia delle scienze; dal 2021 docente di Comunicazione scientifica e biomedica alla Sapienza. La sua attività di ricerca copre le seguenti aree: sviluppo sociale e sviluppo sostenibile; welfare state e politiche di protezione sociale; salute e sanità; emigrazione e Integrazione sociale; famiglia, reporting sociale. Opera come consulente libero professionista sui temi del welfare, della sanità e della salute, delle migrazioni, dello sviluppo sociale. Dal 1985 al 2015 è stata corrispondente dell'Ocse per il Sistema di osservazione permanente delle migrazioni (Sopemi). Da 1999 al 2015 è stata segretario generale del Forum per la Ricerca Biomedica.  Dal 2006 è membro della Rete europea "Social Monitoring and Reporting". Collabora con Avvenire e pubblica articoli e saggi su diverse testate.

## Opere (elenco parziale)
- Carla Collicelli, Benessere e tutela, Vincoli economici, derive culturali e nodi politici, FrancoAngeli, MIlano, 1998;
- G. Cazzola, C. Collicelli, Welfare “fai da te”. Come e quanto gli italiani pagano di tasca propria per le prestazioni sociali, Rubbettino, Soveria Mannelli, 2000;
- Carla Collicelli, Le transizioni sommerse degli anni 90, Rubbettino, Soveria Mannelli, 2004
- G. Cazzola, C. Collicelli, Long Term Care e soluzioni integrate, Policy, Rubbettino,  Soveria Mannelli, 2008
- Carla Collicelli, Salute come processo sociale, Transizione sanitaria e ricerca sociologica, FrancoAngeli, 2011.
- Carla Collicelli (a cura di), L'innovazione in sanità, Arco di Giano 2019
- Carla Collicelli et alii (a cura di), Salute e non solo sanità, come orientare gli investimenti in sanità in un’ottica di sviluppo sostenibile, ASviS ottobre 2020
- Carla Collicelli e Paola Binetti (a cura di), Big data, privacy e comunicazione in epoca pandemica, Arco di Giano 2021
- Cinzia Caporale Carla Collicelli (a cura di),  Pandemia e generatività, CNR Edizioni 2021
- C. Caporale, C. Collicelli, L. Durst (a cura di), Dopo la pandemia. Appunti per una nuova sanità, Collana Etica della ricerca, bioetica, biodiritto e biopolitica, Edizioni CNR, II 2022
- C. Collicelli e C. Poli (a cura di), Nuove solitudini e contesti di vita, L’Arco di Giano, nr. 112 estate 2023
- L. Becchetti, C. Collicelli, C. Giaccardi, M. Magatti, Uno schema di riferimento, in: AA.VV, PIANO B Uno spartito per rigenerare l’Italia, ed Donzelli Occhielli 2024